# Grigorios Polichronidis
Grigorios Polichronidis (ur. 13 sierpnia 1981 w Batumi w Gruzji) – grecki niepełnosprawny sportowiec, uprawiający boccię. Mistrz paraolimpijski z Londynu w 2012 roku oraz srebrny medalista z Pekinu w 2008 roku.

## Medale igrzysk paraolimpijskich

### 2012
- - Boccia - pary - BC3

### 2008
- - Boccia - indywidualnie - BC3